# Fêtes maritimes en France

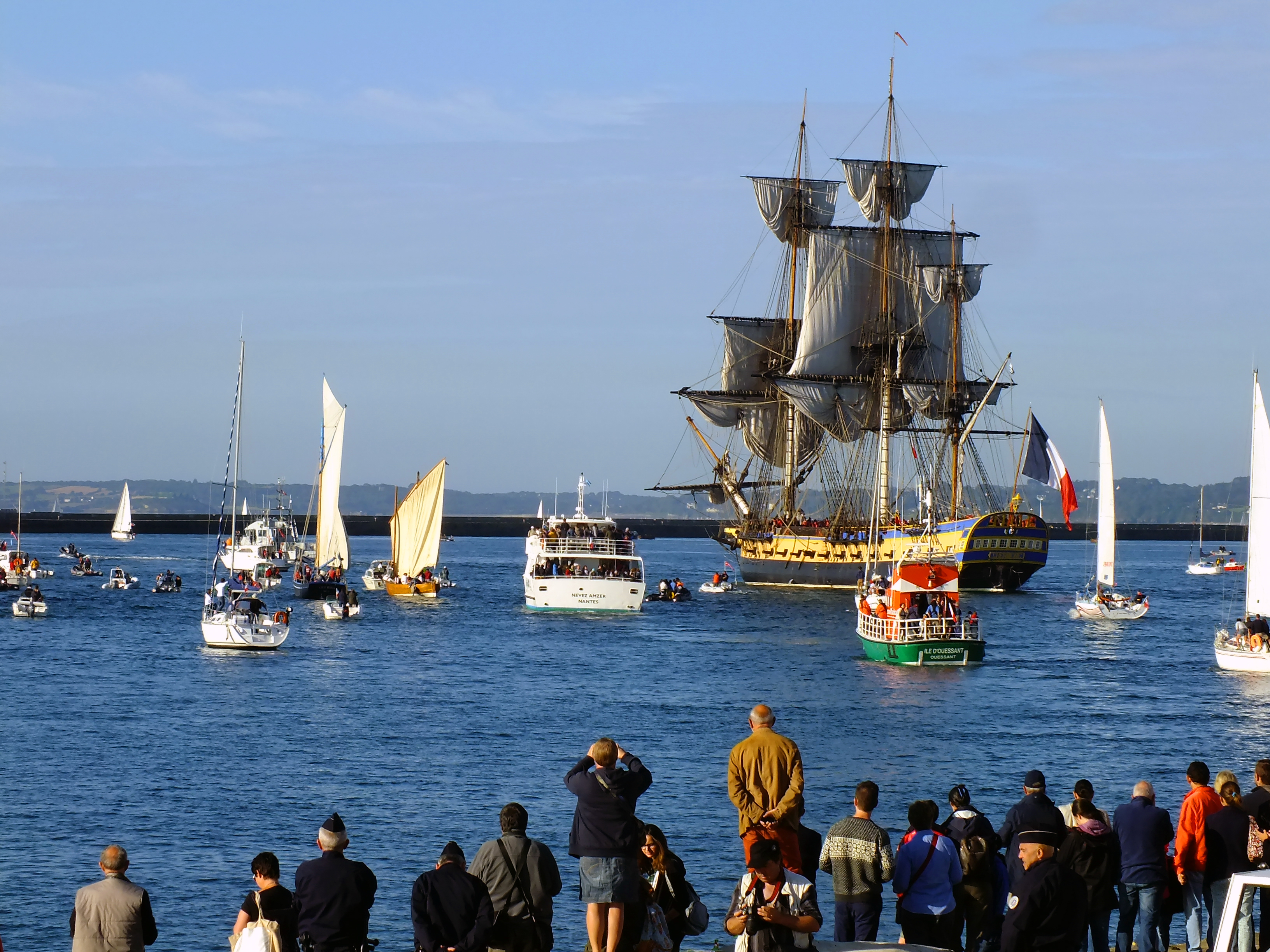
L’Hermione accueillie à Brest.

Les fêtes maritimes en France couvrent l'ensemble des manifestations festives organisées en France autour du patrimoine maritime et fluvial, spécialement à l'occasion de rassemblements de bateaux, tant sur le littoral que sur le cours de fleuves.
Ces fêtes maritimes ont pris une singulière ampleur depuis les années 1980.

## Histoire

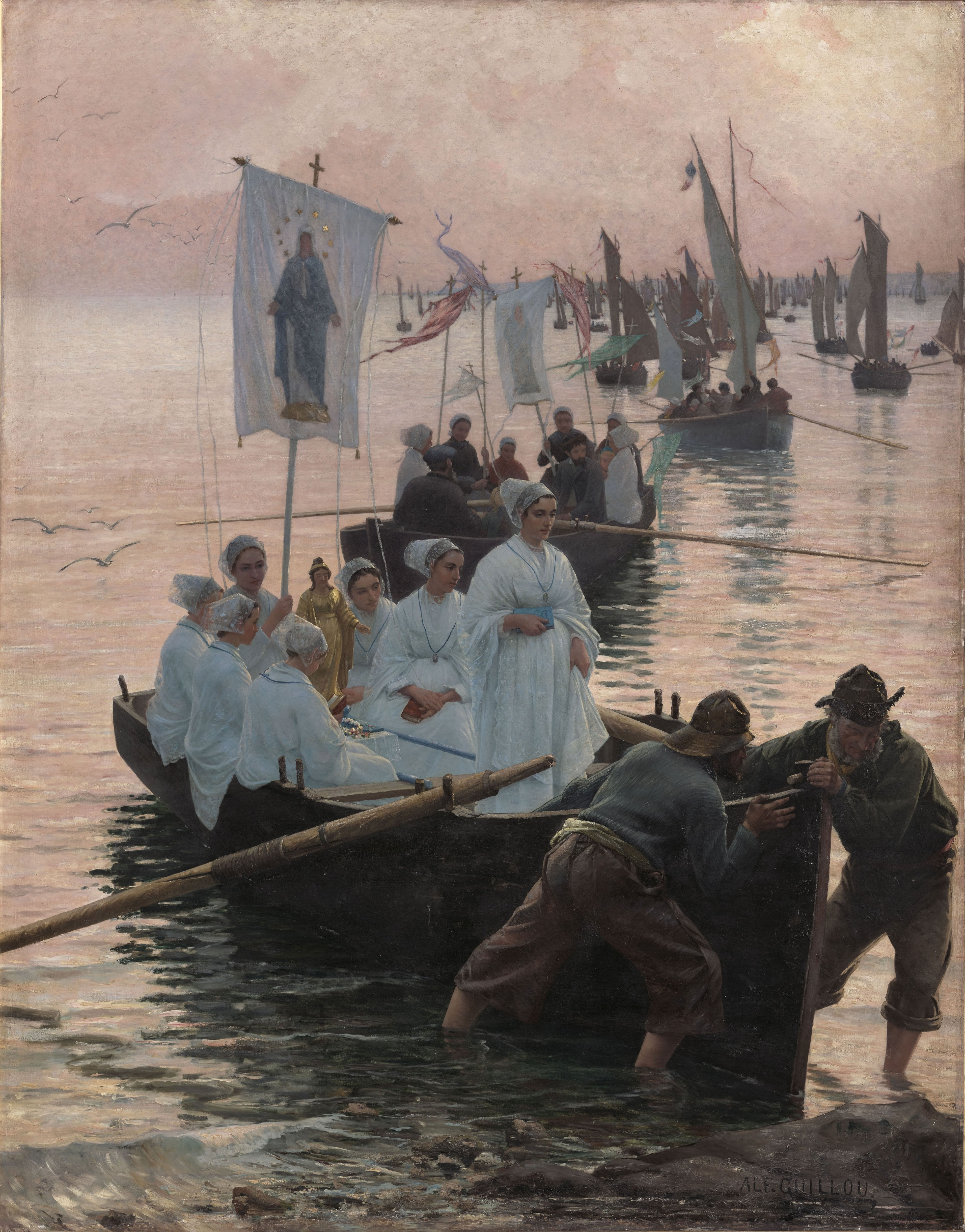
Pardon à Concarneau, tableau de 1887.

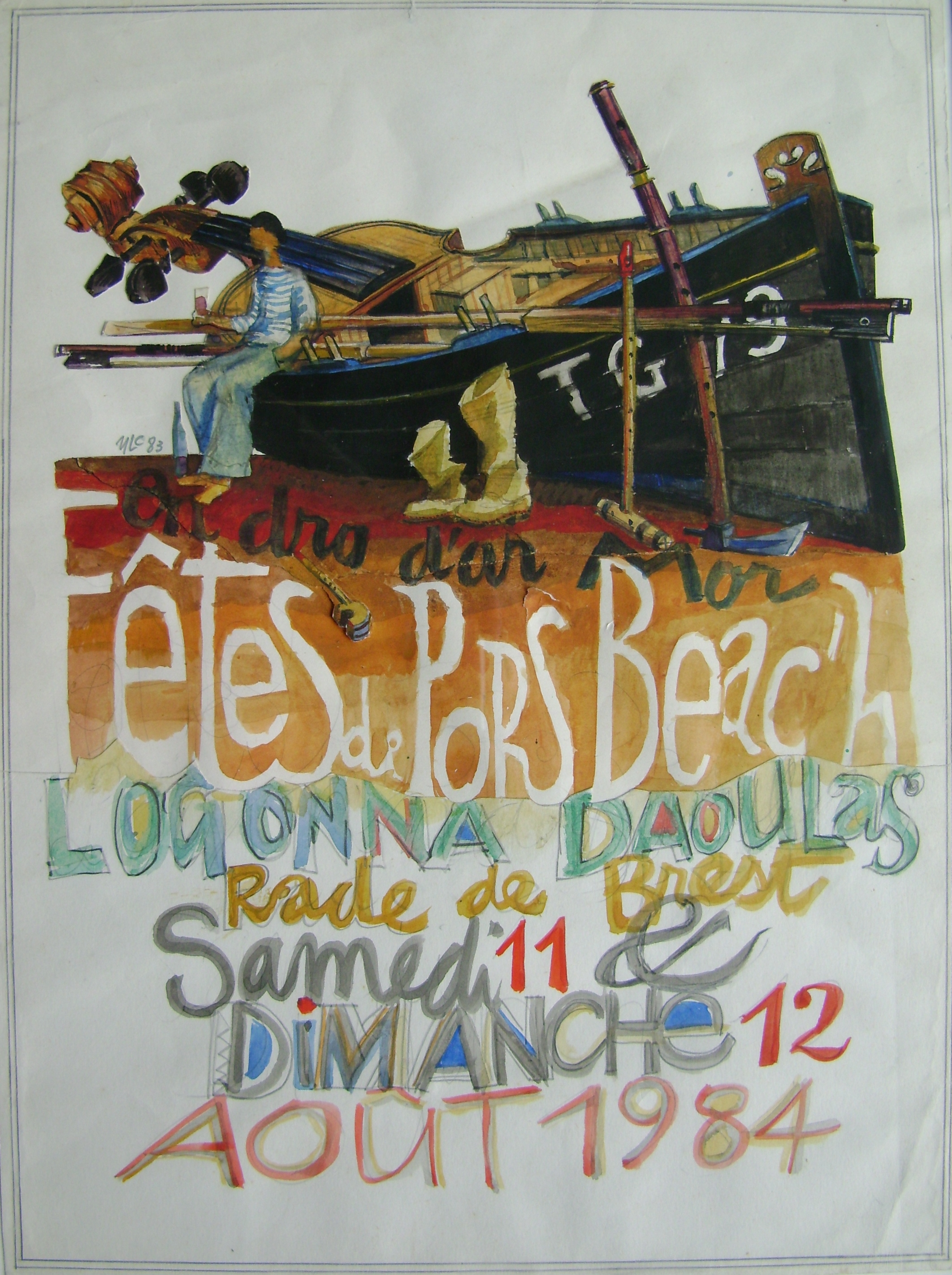
Fêtes de Pors Beac’h, rade de Brest en 1984.

Des manifestations festives ont toujours eu lieu sur le littoral français. Elles avaient surtout un caractère propitiatoire visant à protéger les marins face à un environnement hostile (bénédiction des bateaux, cérémonie du pardon des terre-neuvas, cérémonie du pardon des Islandais...). Mais elles renforçaient aussi les liens sociaux et pouvaient être parfois l’occasion de compétitions, lors de régates de bateaux de travail (régates de bisquines par exemple).
Une autre forme immémoriale de fêtes maritimes était les parades navales organisées par les escadres de guerre afin de renforcer leur prestige auprès des habitants du littoral. Il arrivait parfois que des bateaux de la Marine nationale apportent leur concours à des manifestations traditionnelles locales.
Avec les débuts du tourisme sur le littoral français, à la fin du XIXe siècle, les municipalités et syndicats d’initiative commencèrent à organiser dans les stations du littoral des fêtes associant la population maritime. À l’exemple du festival des Filets bleus de Concarneau, elles pouvaient avoir été créées au départ pour venir en aide à des pêcheurs en difficulté avant de devenir des manifestations folkloriques.
Dans les années 1950 à 1970 du XXe siècle, le monde maritime subit de fortes mutations avec la disparition progressive d’un patrimoine et d’un savoir-faire maritimes traditionnels.
Alors que ce processus était largement entamé, la prise de conscience de ces pertes va entrainer par contrecoup la création de nouvelles formes de fêtes maritimes.
En effet des petits groupes de passionnés, en Bretagne particulièrement, vont s’efforcer de restaurer les bateaux traditionnels subsistants et de recueillir la mémoire concernant les pratiques maritimes de leurs terroirs.
Ils seront à l’initiative de petits rassemblements de bateaux en 1982 et 1984 à Pors Beac’h (Finistère), dans le fond de la rade de Brest qui connaitront un succès inattendu.
Les fêtes monteront en puissance avec les rassemblements de Douarnenez (Finistère) en 1986 et 1988.
Enfin des bateaux  venus du monde entier se retrouveront à Brest (Finistère) en 1992 pour une semaine de fête avant le transfert de la flotte à Douarnenez. Un million de visiteurs montreront l’ampleur atteinte par la manifestation,.
Le succès de l'édition de 1992 des fêtes maritimes de Brest devait beaucoup au lancement par la revue « Chasse-Marée » du concours « Bateaux des côtes de France » qui permit la construction, dans de nombreux ports de France, de répliques de bateaux traditionnels, dont La Recouvrance, qui se retrouvèrent à Brest pour la fête.
De son côté Rouen (Seine-Maritime), qui avait déjà créé les Voiles de la liberté en 1989, lança ses Armadas à partir de 1994.
Aux rassemblements de bateaux s’ajoutèrent des fêtes maritimes thématiques comme le festival du chant de marin de Paimpol (Côtes-d'Armor) qui a fêté ses vingt ans en 2009.

## Fêtes traditionnelles

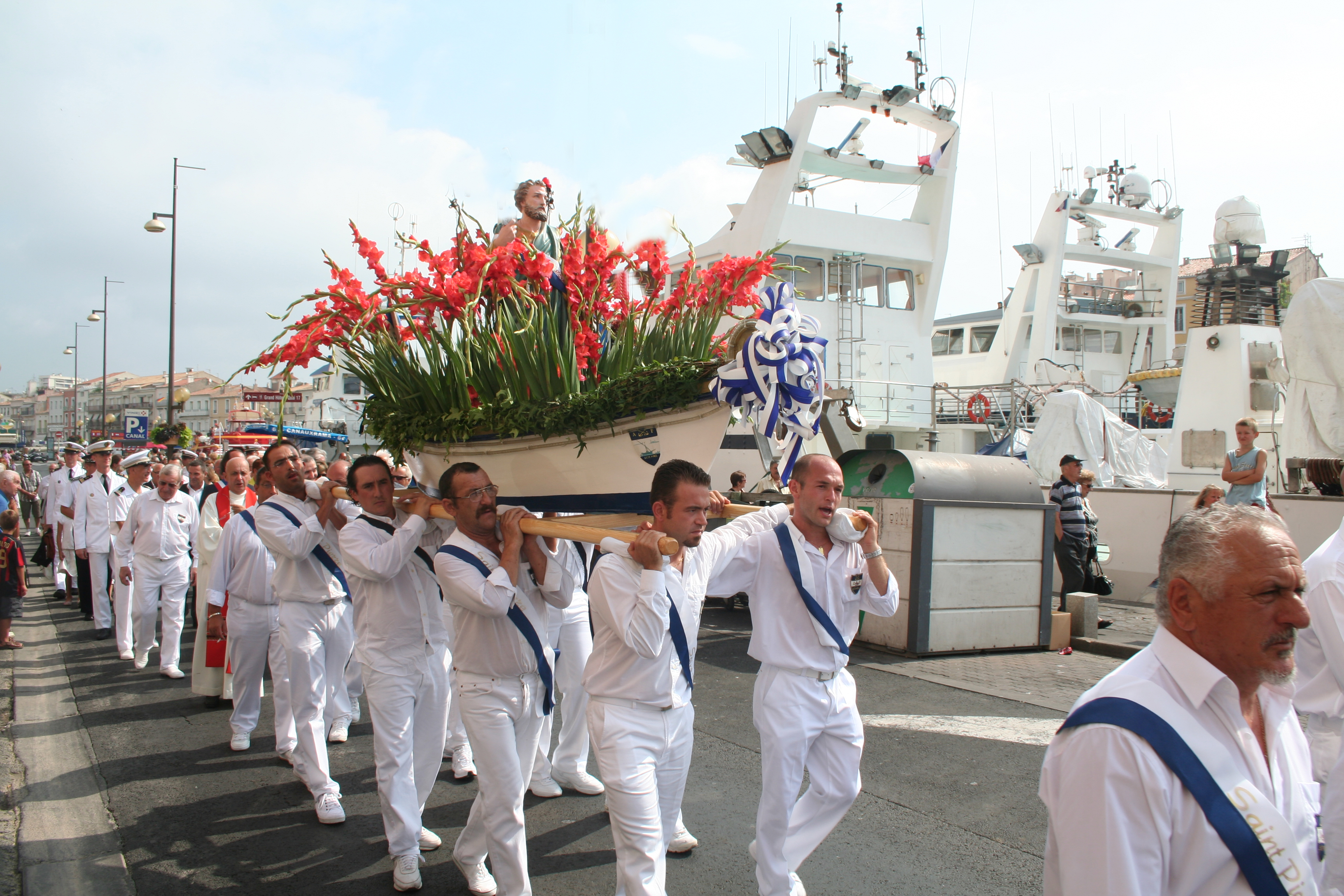
Fêtes de la Saint-Pierre à Sète

Les nouvelles formes de fêtes maritimes, à partir des années 1980, n’ont pas fait disparaitre les fêtes nautiques antérieures telles que la fête de la morue de Bègles (Gironde), la fête du thon de Saint-Jean-de-Luz (Pyrénées-Atlantique)…
On constate une différence entre le Ponant et le Levant : en Bretagne, il ne reste quasiment plus de fêtes maritimes créées avant 1960. Par contre, en Méditerranée  les nouvelles formes de fêtes maritimes sont peu nombreuses mais les types traditionnels des rituels maritimes ont été bien préservés. Par exemple, dans beaucoup de petits ports, des « fêtes de la Saint-Pierre » ont été conservées ou recréées.
De plus, en Méditerranée, des rencontres perdurent, comme les joutes nautiques du Languedoc et de la Provence ou, encore, le combat naval fleuri de Villefranche-sur-Mer (Alpes-Maritimes).

## Rassemblements maritimes

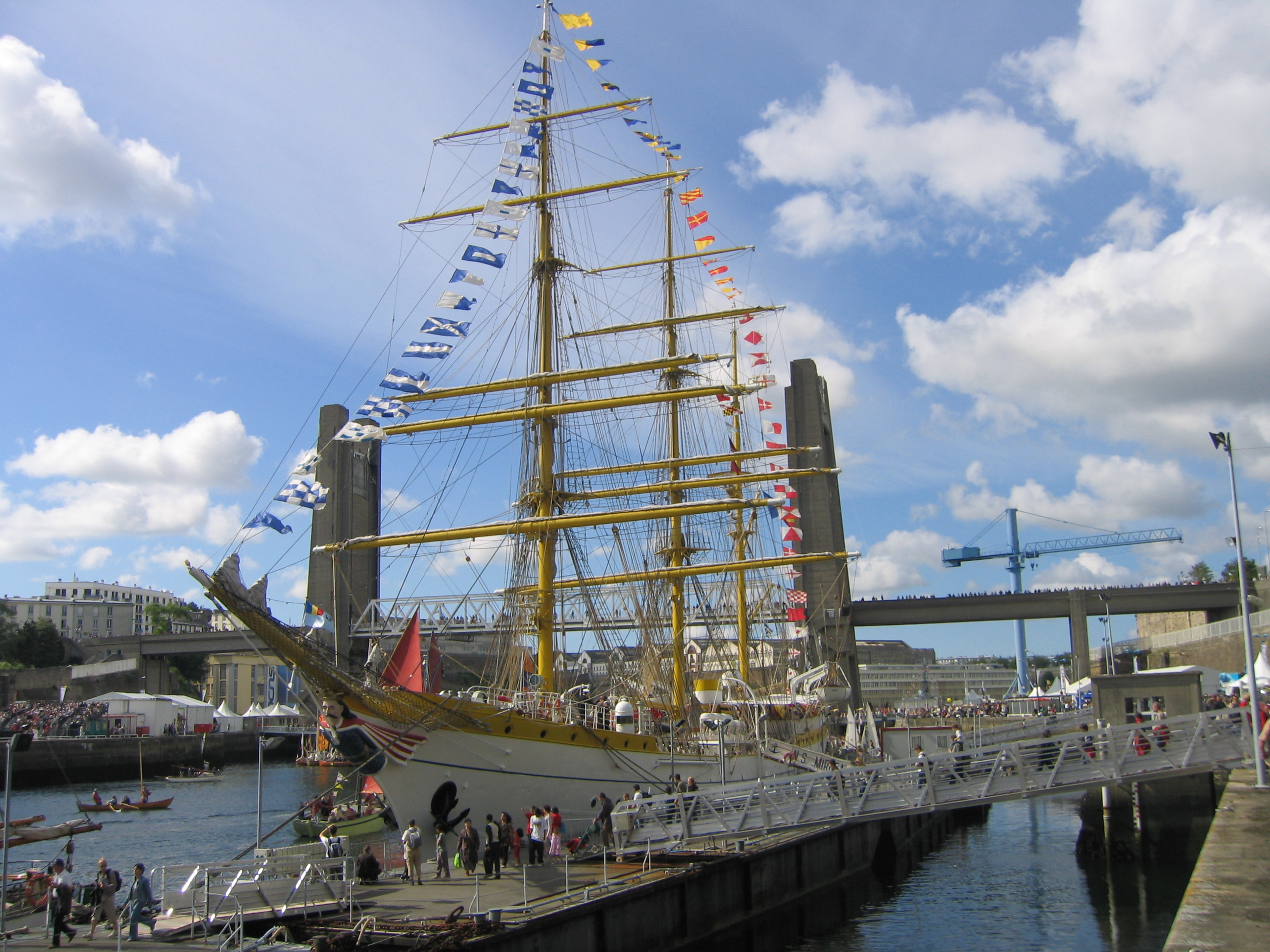
Fêtes maritimes de Brest

Les grands rassemblements maritimes français se situent surtout sur le littoral de la Manche et de l’Atlantique.
On peut citer, par date de création, les Fêtes maritimes de Douarnenez (1986), les Armadas de Rouen (1989), les Fêtes maritimes de Brest (1992), " Bordeaux fête le fleuve " (1999), la Semaine du Golfe du Morbihan (2001), la Fête de la mer de Boulogne-sur-Mer (2003), les Fêtes maritimes de La Rochelle (2024) rassemblant 125 navires visibles dans différents ports charentais — celui de La Rochelle, de L'Houmeau, de La Flotte-en-Ré, du Château-d'Oléron et de La Tremblade.
Sur la mer Méditerranée, "Escale à Sète", programmé tous les deux ans à Sète depuis 2010, est désormais la principale manifestation sur cette façade.

## Fêtes thématiques
Parmi les fêtes maritimes proposées sur des thèmes particuliers, on peut citer :
- Les fêtes présentant un aspect de la culture maritime. La musique des gens de mer est ainsi au centre du festival du chant de marin de Paimpol.

- Les fêtes autour d’un type particulier de bateau comme la fête des Voiles Rouges autour du sinagot à Séné (Morbihan), la Fête des Voiles latines à Sanary-sur-Mer (Var), etc.

- Les fêtes concernant un type de pêche ou d’activité maritime. Par exemple, la fête du Goémon d’Esquibien (Finistère), la fête de la Sardine de Locquémeau (Côtes d'Armor), la fête du hareng de Fécamp (Seine-Maritime), ...

## Manifestations fluviales ou lacustres

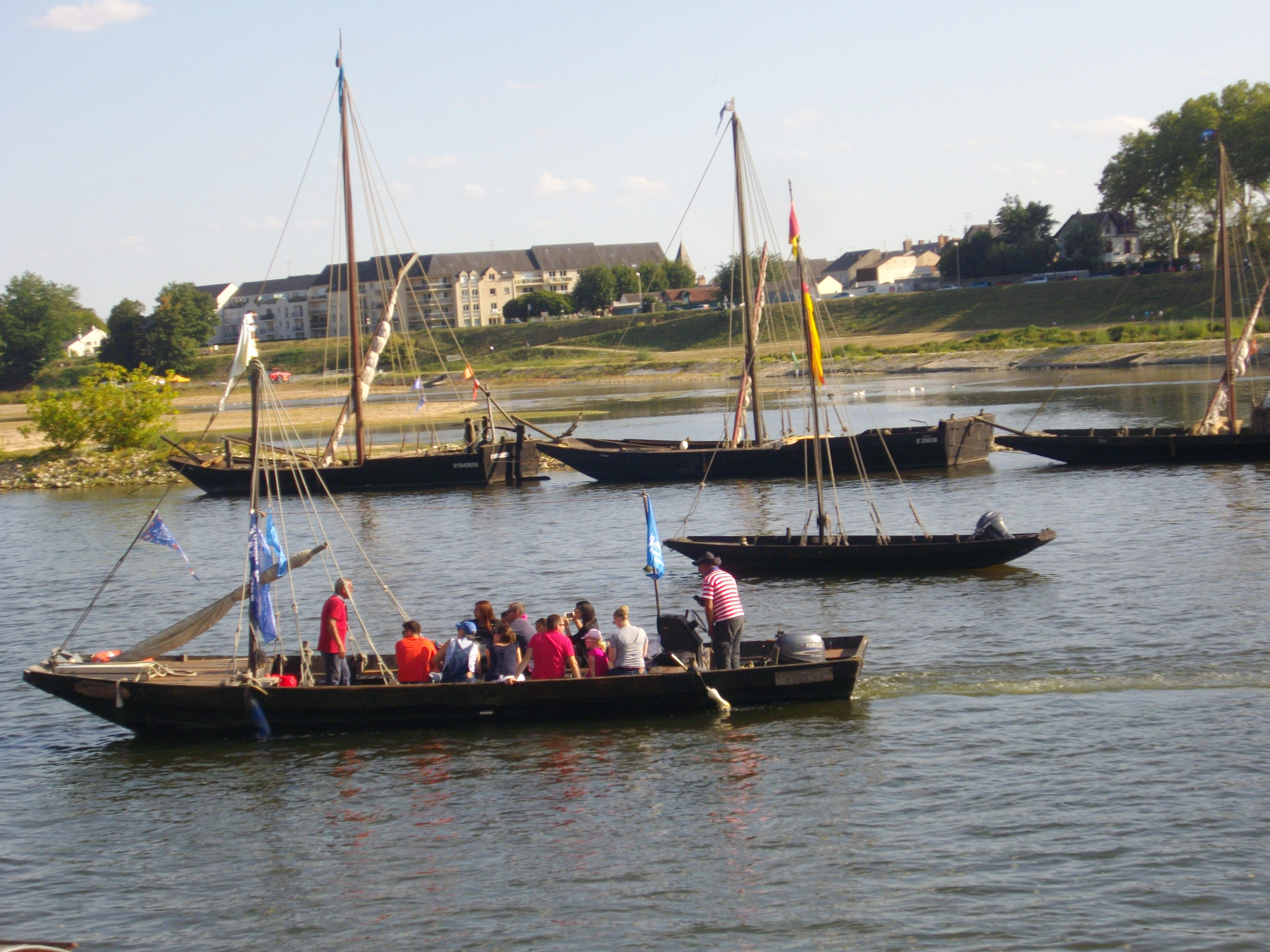
Le Festival de Loire à Orléans

Les rassemblements de bateaux traditionnels ne se trouvent pas uniquement sur le rivage maritime.
Depuis quelques années ils concernent aussi des fleuves, comme le Festival de Loire d'Orléans qui connait un vif succès, ou de plus petites rencontres sur des lacs comme les Voiles d'en-haut sur le lac de Serre-Ponçon. 

## Liste des grandes fêtes maritimes de France
Cette liste est non exhaustive.
| Département                 | Port                | Nom                                      | Photo |
| --------------------------- | ------------------- | ---------------------------------------- | ----- |
| Côtes-d'Armor               | Paimpol             | Festival du chant de marin               |       |
| Côtes-d'Armor               | Paimpol             | Fête des vieux gréements                 |       |
| Côtes-d'Armor               | Saint-Brieuc        | Fête maritime du Légué                   |       |
| Charente Maritime           | La Rochelle         | Fêtes maritimes de La Rochelle           |       |
| Finistère                   | Brest               | Fêtes maritimes internationales de Brest |       |
| Finistère                   | Douarnenez          | Fêtes maritimes de Douarnenez            |       |
| Finistère                   | Baie de Morlaix     | Fêtes maritimes en baie de Morlaix       |       |
| Finistère                   | Concarneau          | Vieilles Coques de Concarneau            |       |
| Gironde                     | Bordeaux            | Bordeaux fête le fleuve                  |       |
| Hérault                     | Sète                | Escale à Sète                            |       |
| Landes                      | Capbreton           | Fête de la mer de Capbreton              |       |
| Landes                      | Mimizan             | Fête de la mer de Mimizan                |       |
| Loire-Atlantique            | Nantes              | Débord de Loire                          |       |
| Loiret                      | Orléans             | Festival de Loire                        |       |
| Manche                      | Granville           | Festival des Voiles de Travail           |       |
| Morbihan                    | Golfe du Morbihan   | Semaine du Golfe                         |       |
| Morbihan                    | Rade de Lorient     | Lorient Océans                           |       |
| Morbihan et Ille-et-Vilaine | Cours de la Vilaine | Vilaine en fête                          |       |
| Nord                        | Dunkerque           | Fête de la mer de Dunkerque              |       |
| Pas-de-Calais               | Boulogne-sur-Mer    | Fête de la mer de Boulogne-sur-Mer       |       |
| Pas-de-Calais               | Calais              | Escale à Calais                          |       |
| Pyrénées-Atlantiques        | Saint-Jean-de-Luz   | Fêtes de la mer à Saint-Jean-de-Luz      |       |
| Seine-Maritime              | Rouen               | Armada de Rouen                          |       |
| Seine-Maritime              | Fécamp              | Fécamp Grand'Escale                      |       |
| Seine-Maritime              | Le Havre            | Les Grandes Voiles du Havre              |       |
| Var                         | Toulon              | Toulon Voiles de Légende                 |       |